# 南阳堡镇
南阳堡镇，是中华人民共和国河北省邯郸市广平县下辖的一个乡镇级行政单位。
2013年，河北省民政厅批复同意撤销南阳堡乡，设立南阳堡镇，镇人民政府驻南阳堡村东大牙线2号。

## 行政区划
南阳堡镇下辖以下地区：
南刘村、后南堡村、张桥村、北刘庄村、店西村、店中村、店东村、前南堡村、高庄村、李白庄村、韩旺村、西胡堡村、东胡堡村、王家庄村、北刘村、前大寨村、后大寨村和张庄村。